# Sino Chart
Sino Chart es una lista de ventas en Mainland China establecido en 2009. Las listas de ranking se basan en las ventas de discos físicos "(álbumes, EP y sencillos), y no incluye la transferencia directa de ventas.
Las listas se publican todos los domingos para los miembros pagados y, los lunes, se lanzan en su página web oficial.